# Bassurels
Bassurels é uma comuna francesa na região administrativa de Occitânia, no departamento de Lozère. Estende-se por uma área de 46,34 km². Em 2010 a comuna tinha 63 habitantes (densidade: 1,4 hab./km²).